# NGC 2567
NGC 2567 је расејано звездано јато у сазвежђу Крма које се налази на NGC листи објеката дубоког неба.
Деклинација објекта је - 30° 38' 24" а ректасцензија 8h 18m 32,0s. Привидна величина (магнитуда) објекта NGC 2567 износи 7,4. NGC 2567 је још познат и под ознакама OCL 708, ESO 431-SC3.